# Nant, Aveyron
Nant là một xã trong vùng Occitanie, thuộc tỉnh Aveyron, quận Millau, tổng Nant. Tọa độ địa lý của xã là 44° 01' vĩ độ bắc, 03° 18' kinh độ đông. Nant nằm trên độ cao trung bình là m mét trên mực nước biển, có điểm thấp nhất là 421 mét và điểm cao nhất là 926 mét. Xã có diện tích 109,04 km², dân số vào thời điểm 1999 là 846 người; mật độ dân số là 8 người/km².

## Thông tin nhân khẩu
| 1946  | 1954  | 1962  | 1968  | 1975 | 1982 | 1990 | 1999 |
| ----- | ----- | ----- | ----- | ---- | ---- | ---- | ---- |
| 1.274 | 1.105 | 1.057 | 1.016 | 959  | 972  | 773  | 846  |